# Diaphragme (contraception)
Pour les articles homonymes, voir diaphragme.

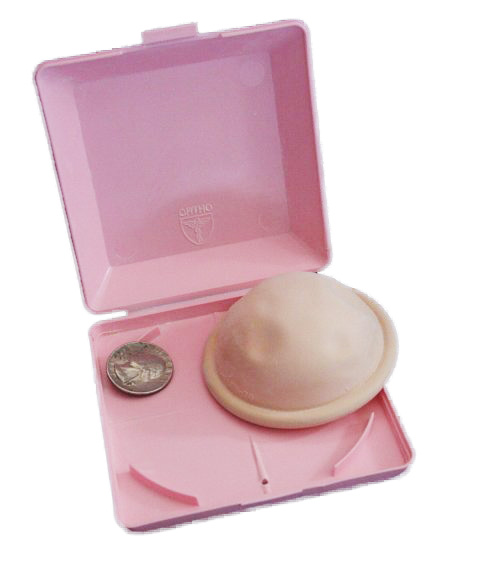
Coupelle en silicone ou en latex. (Diaphragme)

Le diaphragme est une coupelle constituée d'une membrane en silicone hypoallergénique. Ce mode de contraception mécanique fait obstacle à la progression de spermatozoïdes vers l'utérus. Pour garantir son efficacité de 97 %, l'utilisation associée à un gel contraceptif est indispensable. Le diaphragme protège parfaitement de la conception, mais pas des infections sexuellement transmissibles. Il se place avant toute pénétration au fond du vagin, derrière le col de l'utérus et sous l'os du pubis. 
Selon la morphologie de chaque femme, une consultation de mesure (Sage-femme, gynécologue, médecin) permettra de définir la bonne taille variant de 60 à 95 mm.
La durée de vie moyenne du diaphragme est de 5 ans.

## Définition
Il s'agit d'une coupelle en silicone qui couvre le col de l'utérus et qui bloque l'entrée des spermatozoïdes. Le diaphragme doit toujours être utilisé conjointement avec un gel contraceptif ou un spermicide en gel à l'intérieur du diaphragme, pour être efficace.

## Mise en place
L'efficacité du dispositif suppose de respecter certaines étapes lors de la mise en place, et de la contrôler :
- Lavage préalable,
- Application de gel contraceptif ou spermicide,
- Pliage du diaphragme,
- Insertion du diaphragme dans le vagin,
- Contrôle du bon positionnement du diaphragme en vérifiant que le col de l'utérus est bien recouvert.

## Avantages
Son emploi est très discret et il est sous le contrôle de la femme, puisqu'il peut être inséré avant les rapports sexuels (jusqu'à 2 heures avant), le partenaire ne le sent pas.
Le diaphragme peut recueillir un flux menstruel léger et peut donc être utilisé lors d'un rapport pendant les règles.
Il convient aux femmes qui ont des contre-indications ou intolérances aux contraceptifs hormonaux ou intra-utérins.
Lorsqu'il est utilisé correctement, son taux de réussite est de 97%. Les échecs sont constatés principalement lors des premières utilisations par un manque d'habitude à la pose.[réf. nécessaire]
En pratique, l'efficacité du diaphragme est équivalente à celle d'un préservatif. Pour bien l'utiliser : porter le diaphragme lors de chaque rapport, toujours l'utiliser avec du gel contraceptif ou spermicide, vérifier que le col de l'utérus est bien recouvert par la coupelle lors de l'insertion, et le retirer 6 à 8 heures après le dernier rapport sexuel (il peut être gardé jusqu'à 24 h). Il peut être réutilisé de 2 à 10 ans en fonction du modèle.
Après quelque temps, le taux d'échec diminue fortement et est inférieur à 2 %. Lors des premiers rapports avec un diaphragme, il est conseillé d'utiliser un autre mode de contraception en parallèle, jusqu'à ce que son utilisation soit sûre.

## Inconvénients
Certaines jeunes femmes ont des difficultés à l'insérer, et d'autres affirment qu'il n'est pas bien ajusté pour elles en ce qui concerne le modèle à différentes tailles. 
Son emploi entraîne également des risques de développer une infection des voies urinaires si les règles d'hygiène ne sont pas respectées. La femme doit aussi être à l'aise avec son corps, notamment pour l'insertion.
Il n'empêche pas les infections sexuellement transmissibles (IST). 
Il doit rester en place minimum 8 heures après la fin du rapport. Pour assurer son efficacité il doit être couplé avec des spermicides, ce qui augmente le coût. 
Après un accouchement, il est nécessaire d'attendre 6 semaines avant de pouvoir utiliser un diaphragme[réf. nécessaire].
Il est inutilisable en cas de prolapsus.

## Disponibilité
En France, le diaphragme est disponible sur ordonnance (par son médecin ou sa sage-femme) : il en existe différents modèles de taille variable (qui varie entre 5,5 cm et 9,5 cm de diamètre) et un modèle à taille unique. Il est disponible en pharmacie ou au planning familial. Il existe un modèle utilisable pendant 10 ans[réf. nécessaire] et coûtant 62,14 euros[réf. nécessaire], et un modèle à taille unique coûtant 34 euros  pour une durée possible d'utilisation de 2 ans[réf. nécessaire]. Le remboursement est dans tous les cas de 3,14 euros par la sécurité sociale, certaines mutuelles prenant en charge une partie du coût[réf. souhaitée].